# Marion van Boven
Marion van Boven is een Nederlands triatlete. 
Ze werd in 1988 derde op het Nederlands kampioenschap triatlon op de lange afstand in Almere. Met een tijd van 11:19.56 eindigde ze achter Irma Zwartkruis (goud; 9:54.42) en Marjan Kiep (zilver; 10:41.48).

## Belangrijke prestaties
- 1988:  triatlon van Almere